# Blood Monkey
Blood Monkey ist ein thailändischer Horrorfilm. Produziert wurde er von der Filmgesellschaft „Thai Occidental Production“ und RHI Entertainment. Regie führte Robert Young, das Drehbuch schrieben George LaVoo und Gary Dauberman.

## Handlung
Der Anthropologe Conrad Hamilton hat im thailändischen Dschungel eine bisher unbekannte Affenart entdeckt, aber die Teilnehmer seiner Expedition wurden von diesem blutgierigen Tier gefressen. Nur Hamiltons Gehilfin Chenne bleibt am Leben. Dann ruft er sechs Studenten von seiner Universität, um die Riesenaffen aufzuspüren.

## Kritik
„Vorhersehbarer Tierhorrorfilm in eingefahrenen Gleisen.“